# Theristicus melanopis melanopis

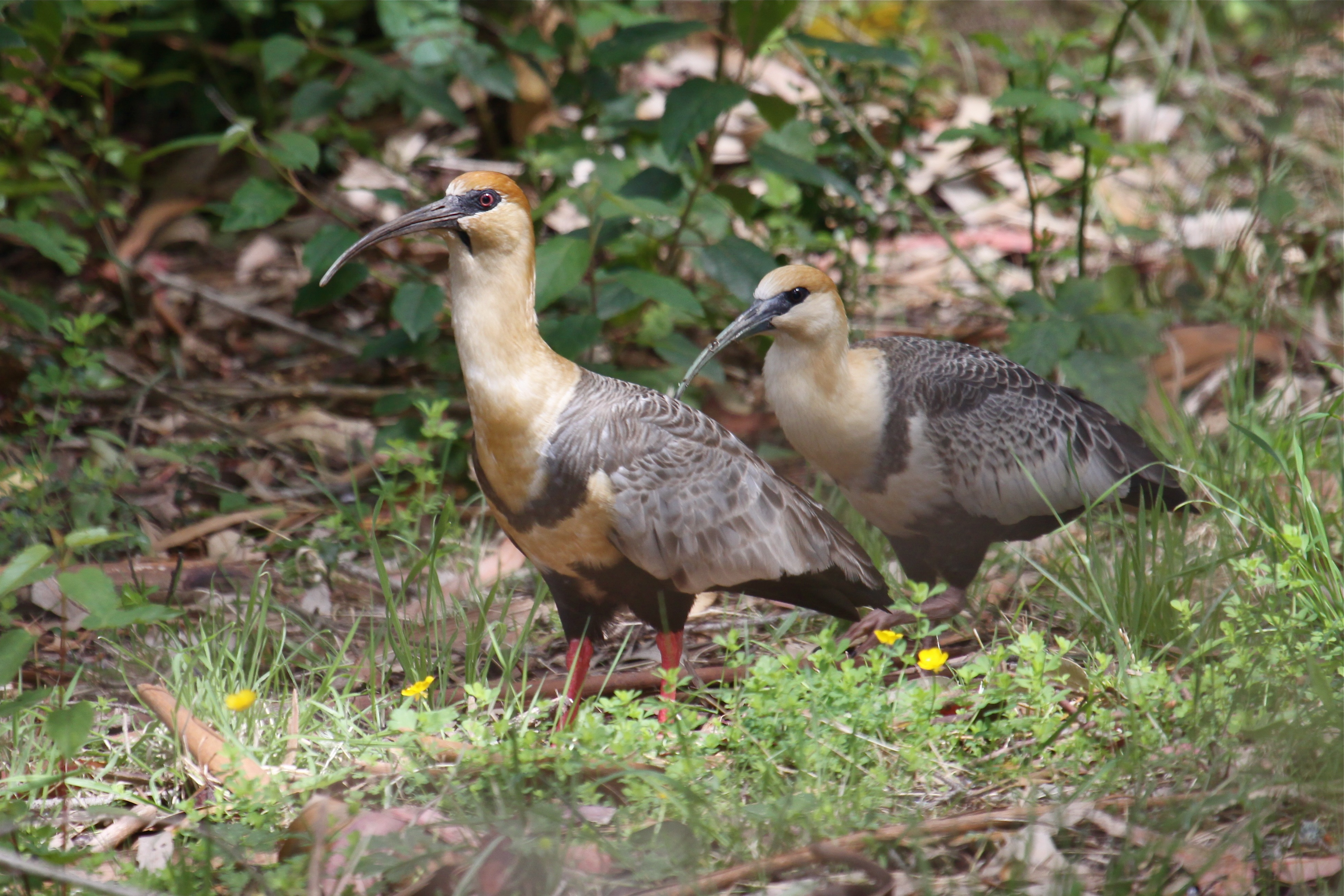
Pareja de bandurrias en Puerto Montt, Chile.

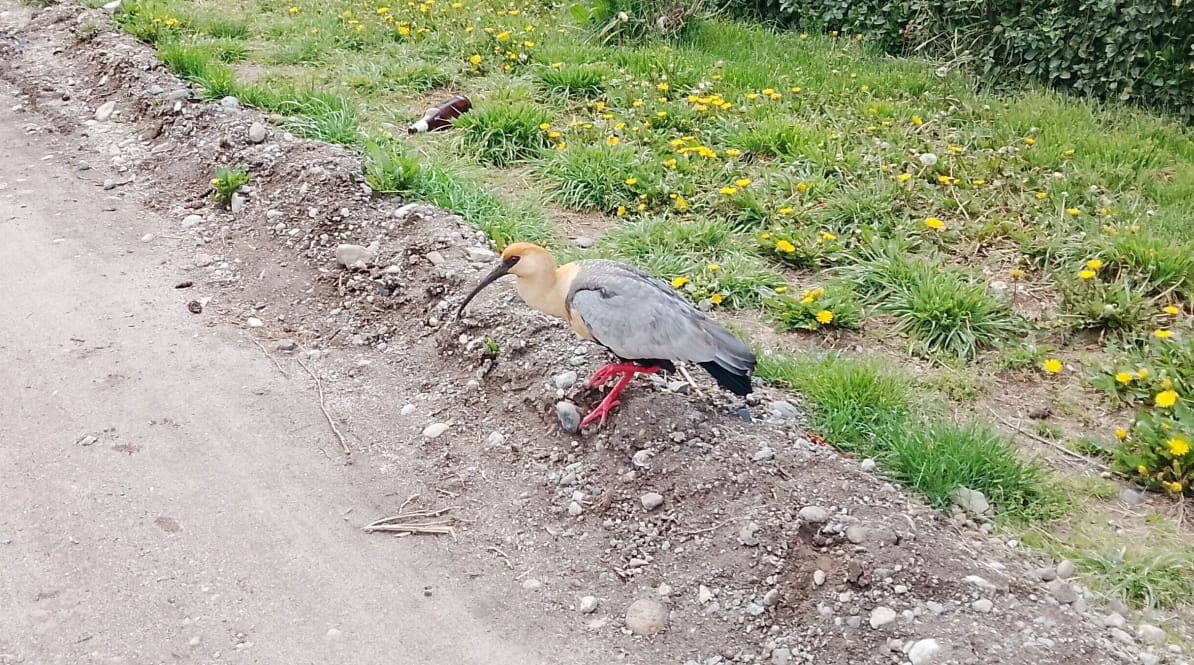
Bandurria buscando comida en una calle de Bariloche, Argentina

La bandurria austral o tostés (Theristicus melanopis melanopis), es una de las dos subespecies de la bandurria de collar (Theristicus melanopis), un ave pelecaniforme de la familia Threskiornithidae, propia de las áreas templadas y frías de América del Sur.

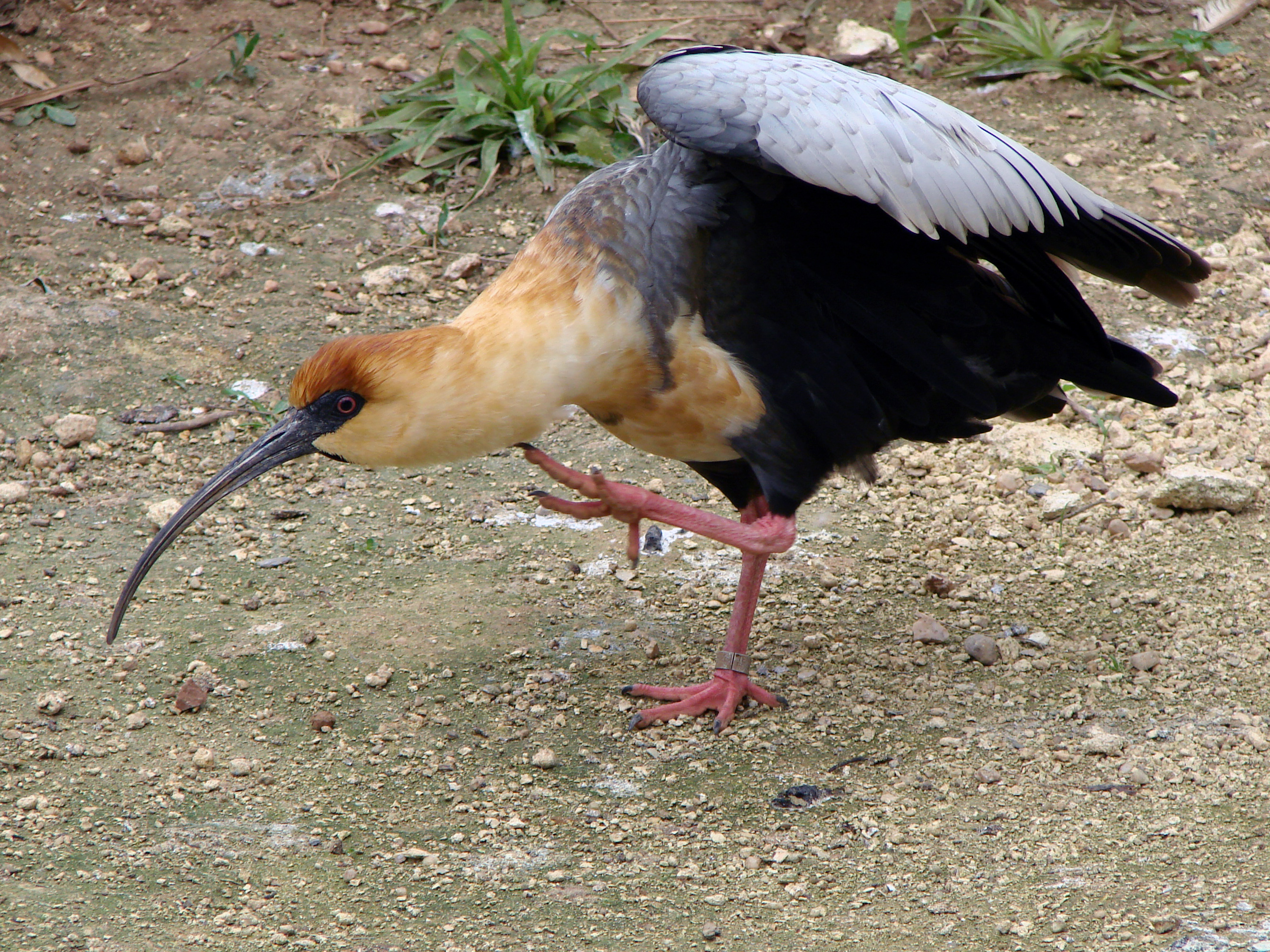
Esta subespecie es frecuente en las colecciones de los zoológicos de todo el mundo. Este ejemplar se encuentra en el zoo de Doué-la-Fontaine.

## Distribución
Esta subespecie se distribuye en la región de la Patagonia del sur de la Argentina y Chile, por debajo de los 2500 m s. n. m. En el otoño austral, migra a las pampas del centro de la Argentina, así como también hacia el centro de Chile, llegando por el norte hasta Paposo, Región de Antofagasta. Regresa en la primavera nuevamente a sus territorios reproductivos.

## Descripción
Mide 75 cm de longitud. La cabeza, cuello y parte inferior del pecho son de color ante; la corona y la nuca son canela; las partes superiores y la banda del pecho son de color gris; el vientre y las plumas de vuelo son de color negro, con las partes superiores gris claro; presenta barbilla y anillo ocular de piel desnuda negruzca; las patas son de color rojo. Comparándola con la subespecie andina (Theristicus melanopis branickii), en esta subespecie el pico es más largo; las coberteras de las alas son blancuzcas; la parte inferior del pecho es más anteada en el sector superior y negra en el inferior, y el color canela en la coronilla y la nuca es menos brillante y menos extenso.

## Taxonomía
Los primeros ejemplares de esta subespecie (y de la especie) fueron colectados el 1 de enero de 1775 por los naturalistas de la segunda expedición del capitán James Cook (sobre la nave HMS Resolution): el naturalista y ornitólogo escocés —de origen alemán— Johann Reinhold Forster y el mayor de sus hijos, Johann Georg Adam Forster, en las islas de Año Nuevo (bautizadas así por haber sido ese mismo día descubiertas), archipiélago del Atlántico sudoccidental que se sitúa al norte de la isla de los Estados y al este de la isla Grande de Tierra del Fuego.
Sobre la base de esos especímenes, el ornitólogo John Latham describió al “Black-Faced Ibis” empleando el inglés (lo que significa 'ibis de cara negra') pues utilizaba su propio idioma para describir las nuevas aves, y no el latín. Cuando se percató de la utilidad del sistema binominal al publicar su Index Ornithologicus, ya el médico alemán Johann Friedrich Gmelin había supervisado la 13.ª edición del Systema naturae de Carlos Linneo, publicado en 1789, bautizando todas las especies de Latham (con nombres solo en inglés) con nuevos términos binominales, los que ganaron de este modo prioridad en la nomenclatura científica. Gmelin simplemente tradujo al latín el nombre en inglés, bautizándola Tantalus melanopis, en donde el término específico melanopis significa 'cara negra'. 
El género no se mantuvo, pues en el año 1832 el herpetólogo Johann Wagler creó un género, en ese momento, exclusivo: Theristicus, que en griego significa 'cosechador', haciendo alusión a la hoz a que se asemeja al pico de esta ave. 
En el pasado, el taxón austral solo era una subespecie de la bandurria boreal (Theristicus caudatus). En el año 2008, el taxón austral fue degradado al nivel de subespecie, dentro de la especie Theristicus melanopis, al hacerse lo propio con el taxón andino Theristicus melanopis branickii el que hasta ese año era considerado como una especie plena: Theristicus branickii.

## Hábitat y nidificación
Esta subespecie habita en pastizales húmedos o cercanos a humedales, así como en áreas rurales. Nidifica en colonias en acantilados y barrancas marinas, lacustres o de gargantas de ríos, así como en las copas de árboles.
En el sur de Chile, en la ciudad de Puerto Montt y en la ciudad de Valdivia , y en zonas cercanas a dichas urbes, esta subespecie habita dentro de la ciudad. Se le puede observar , en varias ocasiones, a estas aves en plazas, parques, grandes árboles, y en lugares donde hay césped y vegetación. 
Por las mañanas, al producirse la primera luz del día, estas aves emiten sus fuertes vocalizaciones, que tienen algún parecido a las que emiten los patos. También, en las mañanas, estas aves vuelan y se posan sobre los techos, de muchas casas de estas ciudades. Lo que produce ruidos considerables,  pues innumerables techos, de las casas de dichas ciudades, son de láminas de zinc, y estas aves tienen un peso importante. Sin embargo, ellas no producen ningún daño sobre los tejados.
Cualquier persona puede observar, que estas aves se han adaptado, totalmente, a la vida dentro de dichas urbes chilenas, y a las zonas geográficas cercanas a ellas.